# Cupiennius salei
Espèce
Synonymes
- Ctenus salei Keyserling, 1877
- Phoneutria oculifera Karsch, 1879
- Ctenus oculatus Simon, 1891
- Ctenus mordicus O. Pickard-Cambridge, 1892
- Cupiennius ahrensi Schmidt, 1961

Cupiennius salei est une espèce d'araignées aranéomorphes, de la famille des Trechaleidae. Son épithète spécifique est un hommage à l'entomologiste et ornithologue français Auguste Sallé.
Nommée en 1877 par Eugen von Keyserling, cette espèce est largement utilisée comme araignée-modèle depuis le milieu des années 1950 en raison de sa grande taille, de la prévisibilité de son comportement et de la facilité de sa reproduction en laboratoire. À la suite d'une première publication sur ses caractéristiques biologiques en 1963, son venin est également devenu l'un des plus étudiés ; il contient des neurotoxines complexes, dont des cupienninnes (en) et des CSTX (en),.

## Description

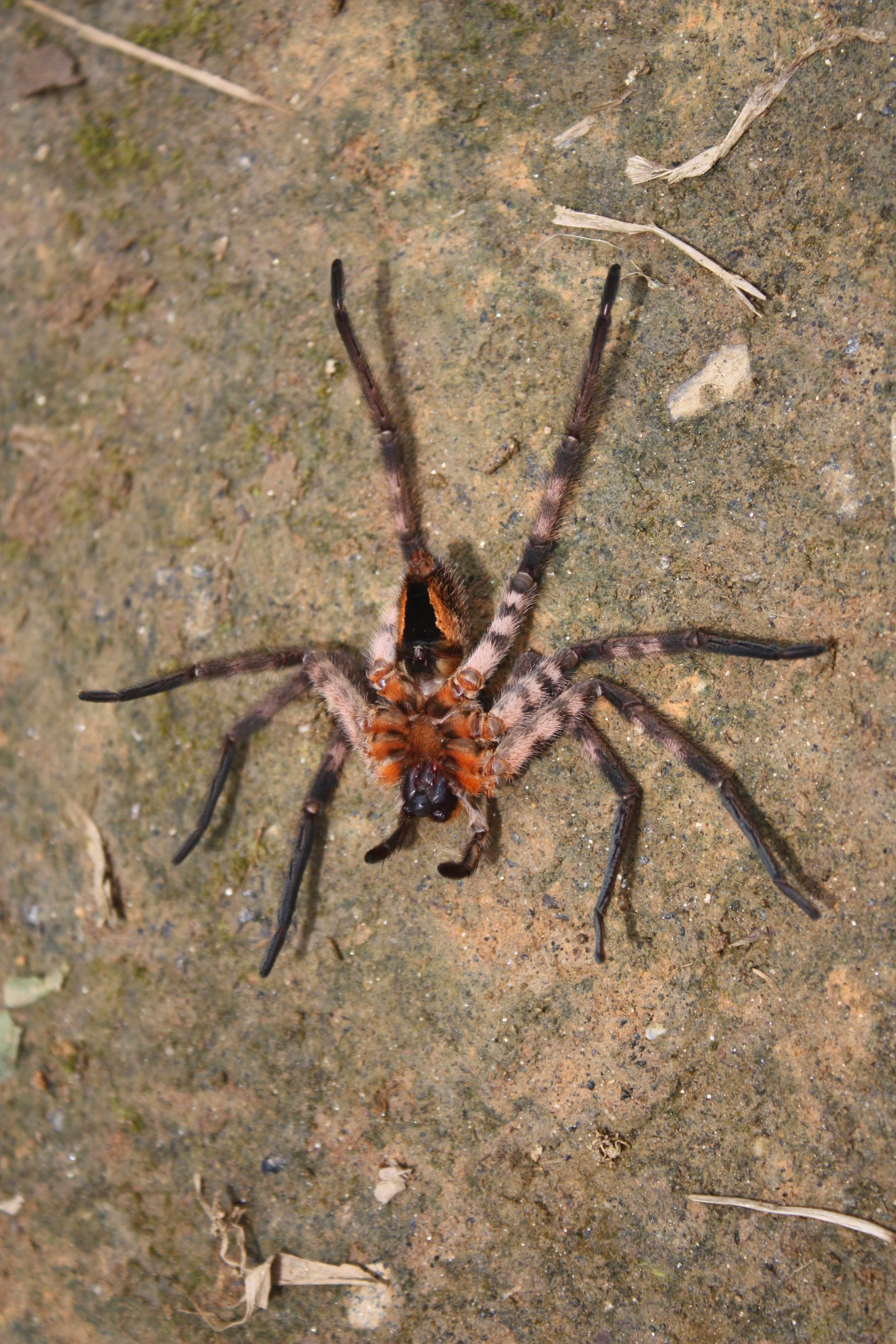
Cupiennius salei ♀, côté ventre.

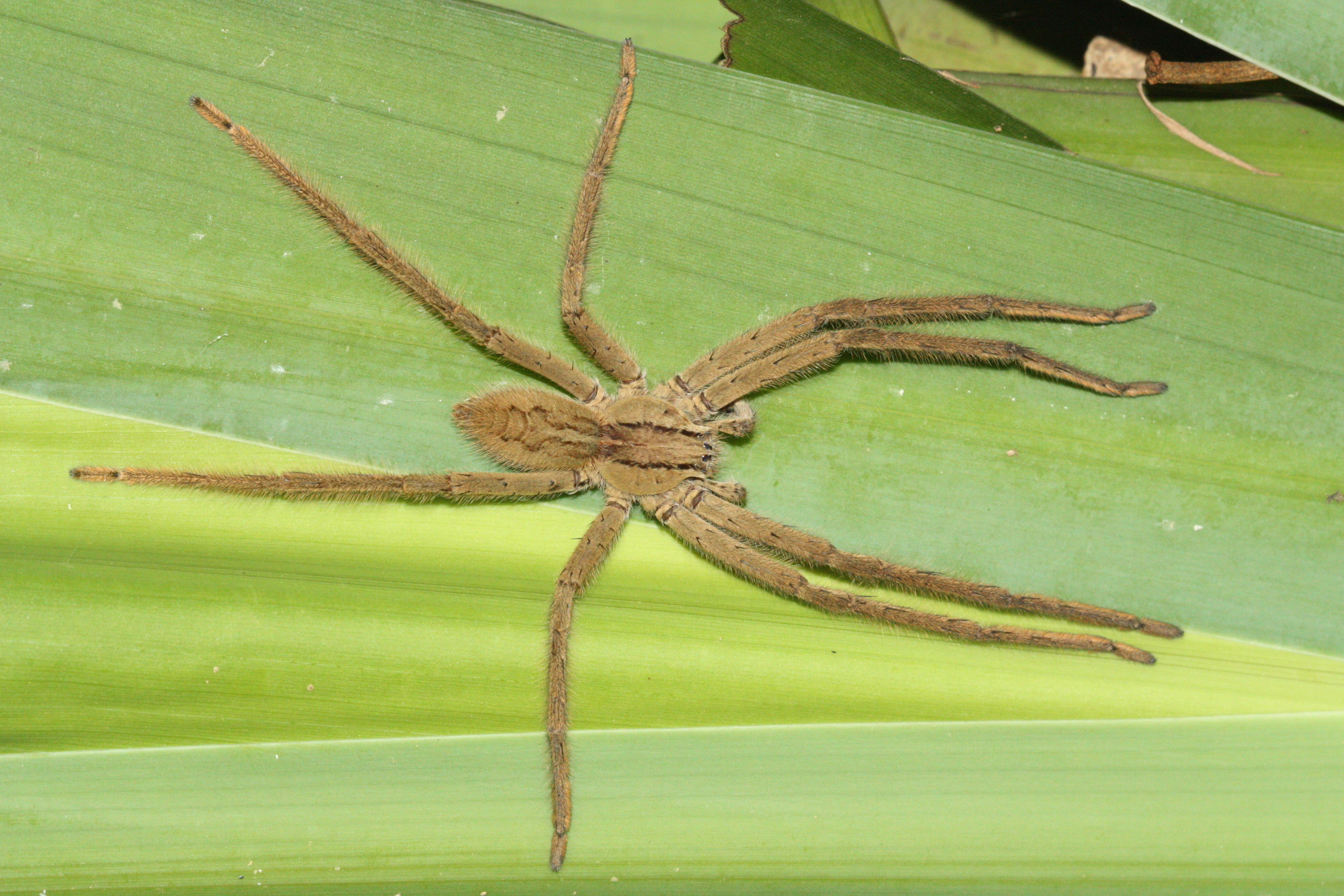
Cupiennius salei ♂.

Cupiennius salei présente un net dimorphisme sexuel. Les femelles sont un peu plus grandes que les mâles, mesurant jusqu'à 3,5 cm de long (2,7 cm pour la femelle holotype) et 10 cm d'envergure. Le dos est brun chocolat avec de petites taches plus claires sur l'abdomen et de nombreuses rayures longitudinales plus foncées, en particulier sur la carapace. Le ventre est rouge-orange avec une épaisse région centrale noire sous l'abdomen.
Les mâles mesurent jusqu'à 2,5 cm de long et ont des pattes très longues et très fines. Ils sont beaucoup plus clairs que les femelles et s'en distinguent par des pédipalpes bien visibles.

## Répartition géographique
Cupiennius salei est présente naturellement dans le sud-est du Mexique, le nord de l'Amérique centrale (Guatemala, Belize, Honduras, Nicaragua et peut-être le nord-ouest du Costa Rica) et Hispaniola.
Cette espèce a par ailleurs été introduite dans diverses régions du monde, soit accidentellement lors d'importations (notamment de bananes dès le début du XXe siècle), soit délibérément comme organisme-modèle de laboratoire ou comme animal de compagnie. Cependant, elle ne semble pas s'être établie à l'état sauvage en dehors de sa zone d'origine.

## Habitat et écologie
Cupiennius salei occupe une grande variété d'habitats naturels, surtout les forêts subtropicales et tropicales humides à larges feuilles, mais aussi des zones artificialisées proches des habitats humains, là où des plantes introduites telles que les bananiers constituent de bons refuges. Cette espèce est largement arboricole (arbres et buissons), privilégiant souvent les plantes à larges feuilles plates et forts pétioles qui fournissent un abri, notamment les Musacées (bananiers) et les Broméliacées (ananas).
Ces araignées restent inactives pendant de longues périodes, souvent sur de larges feuilles, mais elles courent très vite pour attraper une proie ou pour échapper à une menace.

## Publication originale
- (de) Eugen von Keyserling, « Ueber amerikanische Spinnenarten der Unterordnung Citigradae », Verhandlungen der kaiserlich-königlichen zoologisch-botanischen Gesellschaft in Wien, vol. 26,‎ 1877, p. 609-708 (lire en ligne )